# Elecciones parroquiales de la Ciudad de México de 1812
Las elecciones parroquiales de la Ciudad de México de 1812 tuvieron lugar el 29 de noviembre de 1812. fueron las primeras elecciones locales en la Ciudad de México, de una capital en plena insurgencia.
- Colegio Electoral de la Ciudad de México. Constituido por 25 Electores, electos para elegir a pluralidad absoluta de votos a los alcaldes, regidores y procuradores síndicos que deberían entrar en funciones el primero de enero del siguiente año. Los candidatos elegidos fueron:

Resultado de las Juntas Parroquiales de México de 1812
| Parroquia                  | Elegido                                                                             |
| El Sagrario                | José María Alcalá Jacobo Villaurrutia José Julio García Torres Antonio López Matoso |
| San Miguel                 | Manuel Sartorio Carlos María Bustamante                                             |
| Santa Catarina Mártir      | Juan de Dios Martínez Francisco Arroyave                                            |
| Santa Veracruz             | Pedro Cardenal Luciano Castorena                                                    |
| Señor San José             | Juan de Dios Alanís José Antonio Mendoza                                            |
| Santa Ana                  | Ignacio Sánchez Hidalgo                                                             |
| Santa Cruz                 | José María Villalobos Blas de las Fuentes                                           |
| San Sebastián              | Manuel Victorio Texo José Ferradas                                                  |
| Santa María                | José Norzagaray                                                                     |
| San Pablo                  | Mariano Seca Marcos Cardenal                                                        |
| Acatlán                    | Francisco Galicia                                                                   |
| Salto del Agua             | José María Torres Torija Mariano Orellana                                           |
| De la Palma                | Dionisio Cano y Moctezuma                                                           |
| San Antonio de las Huertas | Conde de Xala                                                                       |

El Colegio Electoral era un órgano electoral encargado de elegir a las autoridades locales de que deberían entrar en funciones a partir del primer día del año siguiente.

## Resultados electorales
Los votantes acudieron a las juntas parroquiales y emitieron su voto, tanto de forma cantada como por escrito. Ese mismo día se concluyó el cómputo de los votos a las ocho y media de la noche y se declaró el triunfo de 25 electores americanos, ni uno solo de los elegidos fue europeo, de acuerdo con la obra de Lucas Alamán de 1849: "Historia de México desde los primeros movimientos que prepararon su independencia en el año de 1808 hasta la época presente"